# Alexander Farkas
Alexander Farkas ist ein US-amerikanischer Musikpädagoge und Pianist.
Farkas war Klavierschüler von Nadia Reisenberg und arbeitete als Pianist mit Jennie Tourel und Pierre Bernac zusammen. Er erlangte den Mastergrad an der Manhattan School of Music und studierte bei Brooks Smith, John Wustmann und Paul Ulanowsky. Bei Shoshana Kaminitz in London studierte er 1998 die nach dem Schauspieler Frederick Matthias Alexander benannte Alexander-Technik. Daneben hatte er Unterricht bei Patrick Macdonald, Margaret Goldie, Marjorie Barlow und Elisabeth Walker.
Er unterrichtete an der Yale School of Music, an der Hartt School, der University of Hartford und am Vassar College und gab Meisterklassen und Workshops am Royal College of Music, an der Royal Academy of Music, am Trinity College of Music in London, am Royal Northern College of Music in Manchester, an den Musikhochschulen von Basel und Luzern und an der Escola Superior de Musica de Catalunya in Barcelona. Er veröffentlichte Artikel über die Alexander-Technik im Londoner Alexander Journal und übersetzte musiktheoretische Schriften von Lajos Bárdos. Seit 2000 unterrichtet er am Conductors Institute des Bard College, seit 2005 am Bard Conservatory of Music.